# Kinderkur

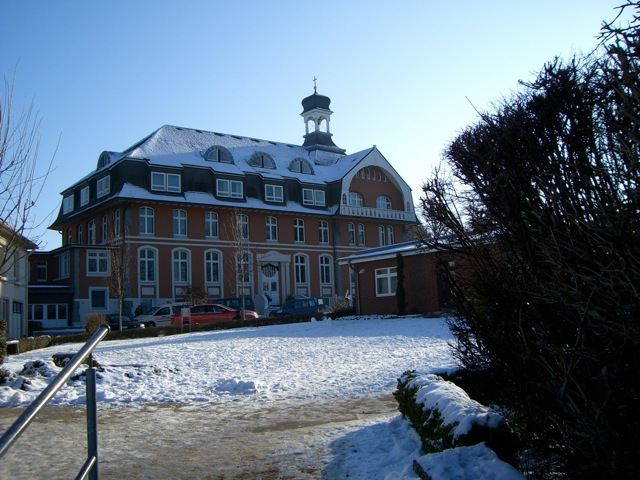
Ehemalige Kinderkurklinik St. Johann, Niendorf, Ostsee

Eine Kinderkur ist eine mehrwöchige Maßnahme der medizinischen Vorsorge, der Rehabilitation oder der Eingliederungshilfe für seelisch behinderte Kinder und Jugendliche, die der Gesundheit, Erholung und Therapie von Kindern und Jugendlichen gilt. Kinderkuren werden in der Regel in klimatisch besonderen Lagen (See, Gebirge) in speziellen Vorsorge- und Reha-Einrichtungen für Kinder und Jugendliche durchgeführt.
Anders als bei einer Mutter-Kind-Kur findet die Kinderkur ohne Familienangehörige statt, unter bestimmten Voraussetzungen besteht aber Anspruch auf Mitaufnahme einer Begleitperson (§ 15a Abs. 2 SGB VI).
Eine Kur gilt als angezeigt, wenn die Maßnahmen am Ort nicht mehr ausreichen, um eine Erkrankung zu bessern oder eine Verschlechterung zu verhindern. Das kann zum Beispiel bei Atemwegserkrankungen vorliegen, aber auch psychosoziale Faktoren können eine Rolle spielen.

## Bundesrepublik Deutschland
Mögliche Rechtsgrundlagen sind § 23 SGB V, § 15a SGB VI und § 35a SGB VIII.
Die Vorsorge- und Reha-Einrichtungen müssen von den Krankenkassen nach dem SGB V (§ 107 und § 111) anerkannt sein. Der Hausarzt bescheinigt die Kurbedürftigkeit des Kindes oder stellt auch den Antrag. Die Kosten werden bei Bewilligung von den Krankenkassen bzw. Sozialversicherungsträgern übernommen.
Außerdem können die Kosten von Kurmaßnahmen bei Kindern vom Sozialamt der Kommune gemäß § 37 BSHG (Krankenhilfe) oder vom Jugendamt gemäß § 16 SGB VIII (Förderung der Erziehung in der Familie) übernommen werden, soweit sich nicht die Unterhaltsverpflichteten an den Kosten beteiligen können.
In DDR-Zeiten wurden Kinderkuren wegen Asthma oder Neurodermitis in Veli Lošinj und auf Zypern durchgeführt.
2017 legte die Deutschlandfunk-Radioreportage Albtraum Kinderkur negative Zustände in vielen Kinderkurheimen der 1950er bis 1970er Jahre offen. Betroffene berichteten darin von Zwangsernährung, Gewalt, Isolationsstrafen und auch sexuellem Missbrauch in Einrichtungen der Diakonie, des Bundesbahnsozialwerks, privater Träger oder der Franziskanerinnen Thuine. Der Beitrag verweist auch auf die zahlreichen Berichte im Internet, in denen Betroffene die Verschickungsheime als „brutale Zuchtanstalten“ beschreiben, ordnet sie als NS-Erbe ein und beschreibt die Ausbeutung der Kurkinder als einen mutmaßlich verbreiteten Geschäftszweig. Bei der Suche nach Daten gaben Verantwortliche 2017 an, keine Informationen zu den Heimen mehr zu besitzen. Die Thuiner Franziskanerinnen bewerteten die Vorwürfe der Betroffenen als „ein Konglomerat von unterschiedlichen Empfindungen, Gefühlen, Beobachtungen (…), die oft undifferenziert so zusammen gebracht werden, zu einem Vorwurf und damit tut man den Kurheimen insgesamt unrecht.“
In einer ersten empirischen Untersuchung des ARD-Politikmagazin Report Mainz wurden zahlreiche Erfahrungsberichte sog. „Verschickungskinder“ ausgewertet, die an den mehrwöchigen, ab den 1950ern verordneten Kinderkuren teilgenommen hatten. Die Untersuchung brachte systematische Misshandlungen zutage – etwa gezwungen worden zu sein, Erbrochenes zu essen – und zeigte Langzeiteffekte der damaligen Kinder auf.

## Deutsche Demokratische Republik
Unter dem Begriff „Kinderkur“ wurden rund 2,6 Millionen Kuren von der Sozialversicherung des FDGB als Heilkuren oder zur Prophylaxe durchgeführt.